# Bilderschändung
Bilderschändung bezeichnet im Allgemeinen den destruktiven Umgang mit Kunstwerken, in der Regel mit Gemälden.
Speziell wird der Begriff innerhalb der Sexualwissenschaften gebraucht. Hier umschreibt er die Zerstörung und Verschmutzung von Kunstwerken als besondere Form des Sexuellen Fetischismus, der von Sadismus überlagert ist und sich auf die von dem Sadisten geliebten Objekte bezieht. Zur Schändung werden Kunstwerke, vor allem Aktbilder, übermalt, zerschnitten, mit Säure bespritzt und nicht selten auch mit Kot beschmiert. Der Täter gibt sich nach Ernst Bornemann häufig als Moralist und Sittenwächter aus, der die Welt vor der Unsittlichkeit der Künstler retten will.

## Belege
1. 1 2  Bilderschändung. In: Ernst Bornemann: Lexikon der Liebe und Sexualität. List Verlag, München 1969, S. 121–122.